# Lauren Bisan-Etame
Laureano "Lauren" Bisan-Etame Mayer (Kribi, 19 de enero de 1977) es un entrenador y exjugador de fútbol que se desempeñaba como lateral derecho. En la actualidad, ostenta el cargo de experto técnico de la FIFA para el desarrollo del talento en África.
De padres ecuatoguineanos que habían huido de la dictadura de Francisco Macías Nguema, Lauren nació finalmente en la vecina Camerún. Los Bisan-Etame buscaron entonces radicarse en España, el país que había colonizado a Guinea Ecuatorial. Cuando tenía sólo tres años de edad, su familia logró instalarse en la provincia de Sevilla, donde se crio. Como resultado, adquirió la nacionalidad española, la cual le sirvió para no ocupar plaza de extranjero en ninguno de los equipos que militó en España y ser considerado un jugador comunitario durante su carrera de clubes en Inglaterra.
A nivel internacional, Lauren tenía como preferencia jugar con la selección española, pero nunca fue convocado para ninguna de las categorías de La Roja. En 1998, aceptó acudir a la selección mayor de Camerún, que le había ofrecido disputar la Copa Mundial de Fútbol de 1998, si bien el único vínculo que tenía con ese país era el de haber nacido allí. Con el tiempo, su conexión con África ha sido completa hasta conseguir dos Copas de África y un oro olímpico.
En 2000 participó de los Juegos Olímpicos con la Selección de fútbol sub-23 de Camerún y logró la medalla de oro con una brillante participación en la que además marcó goles decisivos como en la semifinal contra Chile. Meses antes fue fichado por el Arsenal FC, en el que militó hasta 2007, convirtiéndose en el primer futbolista de origen ecuatoguineano que ha disputado la Premier League -el otro es Pedro Obiang, quince años más tarde- y el único que la ganó.
Tras retirarse  estudió Administración y Dirección de Empresas en la Universidad de Sevilla. Además, realiza labores en calidad de Embajador y Leyenda del Arsenal, y es comentarista televisivo de fútbol.

## Trayectoria
De niño se crio en la ciudad sevillana de Dos Hermanas, zona de la familia de su amigo Rodolfo Bodipo, y en la que comenzó a jugar al fútbol para pasar a clubes como el Sevilla FC (provenía de su cantera), el Levante Unión Deportiva y después el Real Club Deportivo Mallorca, donde despuntó, lo cual le permitió fichar por el equipo inglés del Arsenal FC. Desde enero de 2007 al final de la temporada 2008-09 jugó en el Portsmouth. El 15 de marzo de 2010 se comprometió con el Córdoba CF para seguir su carrera deportiva en España, donde se retiró profesionalmente.

### Inicios
Lauren se formó como jugador en las categorías inferiores del Sevilla tras pasar por Montequinto, Utrera, y también jugó en el San Fernando. Su recuerdo del club sevillista es tan profundo que es habitual verle en el estadio Sánchez Pizjuán animando al equipo, donde coincidió con jugadores de generación como Jesús Velasco, Loren, Lobo u Orife, entre otros. Lauren siempre ha reconocido que se siente sevillista y que le marcó ver entrenar en aquellos días a Diego Armando Maradona, por aquel entonces jugador del primer equipo del Sevilla. 

### Levante UD
Su primer club en la élite fue el Levante en el curso 1997-98, donde disputó una temporada en Segunda División en la que dejó unas magníficas sensaciones con goles imborrables a día de hoy al Leganés y el Villarreal. El equipo no pudo salvar la categoría, pero Lauren destacó como interior derecho firmando 6 goles que le confirmaron como el segundo máximo anotador, a uno de Fede Marín, y en una de las revelaciones del campeonato. Fue el mejor ejercicio anotador de toda su carrera. 

### RCD Mallorca
Tras brillar en el Levante, el Mallorca no dudó en hacerse con sus servicios en la campaña 1998-99, después de haberse convertido en uno de los jugadores con más cartel un año antes. Titular indiscutible con Héctor Cúper, al poco de llegar a la isla logra la Supercopa de España ante el Barcelona y el 19 de mayo de 1999 disputa la final de la Recopa de Europa contra la Lazio tras una temporada sensacional. A pesar de la derrota, los aficionados guardan con sumo cariño esa gesta, como le hicieron ver en el 20.º aniversario del encuentro, cuando visitó Son Moix. Un año más tarde, y tras convertirse en uno de los jugadores más buscados del mercado, firma por el Arsenal dirigido por Arsène Wenger a pesar de que el Real Madrid se interesara por él.

### Arsenal
En Higbury hizo historia y se convirtió en una leyenda del club y de la Premier League. Reconvertido en lateral derecho por Arsène Wenger para exprimir al máximo sus condiciones, fue pieza clave desde esa posición en los años gloriosos del Arsenal, si bien también podía actuar en otras posiciones más adelantadas gracias a su polivalencia. De hecho, es uno de Los Invencibles que conquistó la Premier League 2003-04 sin perder ningún partido, y que estuvo 49 partidos invicto en total. Un récord que en la actualidad sigue vigente sin que ningún otro equipo haya sido capaz de superar. En total, estuvo siete temporadas en el equipo gunner (2000-2007), en las que ganó en total 2 Premier Leagues y 3 FA Cup. Además, el equipo disputó la final de la Liga de Campeones en 2006 contra el Barcelona, que perdió por 2-1.

### Portsmouth
En enero de 2007 firma por el Portsmouth, donde gracias a su versatilidad jugó durante una temporada y media tras su paso por el Arsenal. En el Portsmouth conquistó la cuarta FA Cup de su carrera. 

### Córdoba CF
Su último club como profesional fue en Andalucía, donde jugó durante el final de la temporada 2009-10. Una vez finalizada, anunció su retirada del fútbol. 

### Selección nacional
Ha sido internacional con la Selección de fútbol de Camerún, ha jugado 25 partidos internacionales y ha anotado 2 goles. Con la selección camerunesa ganó la medalla de oro olímpica en los Juegos Olímpicos de Sídney 2000, y conquistó la Copa África de 2000 y 2002. Además, disputó los Mundiales de Francia en 1998 y Corea y Japón en 2002.

## Leyenda del Arsenal
Sus éxitos durante su etapa como jugador hacen que el Arsenal considere a Lauren una de sus Leyendas al ser uno de los titulares indiscutibles de Los Invencibles. De esa manera, es habitual verle en el Emirates Stadium en partidos de primer nivel y, al mismo tiempo, ha disputado con el equipo Legends encuentros de carácter benéfico para ayudar a The Arsenal Foundation, como los celebrados en el verano de 2018 contra el Real Madrid en el Emirates Stadium y el Santiago Bernabéu.

## Embajador del Arsenal
Gracias a su trayectoria en el Arsenal y en el fútbol africano, donde conquistó dos Copas de África y una medalla de oro olímpica con la selección de Camerún, Lauren ejerce como embajador del Arsenal en el continente africano con actividades relacionadas con el fútbol, la educación y la afición por el club gunner como motores centrales. Todo un honor para Lauren, quien considera que de esta manera ayuda al pueblo africano y le devuelve todo lo que le dio en su momento como jugador. Así, Lauren ha acudido a países africanos como Rwuanda, donde realizó clínics de fútbol y educación con los más pequeños, y además fue la imagen del club en los eventos oficiales con las autoridades y visitó los lugares más emblemáticos mientras difundía el nombre del Arsenal. También fue en calidad de embajador del Arsenal a otros puntos del mapa como Singapur, donde cumplió con el mismo cometido y fue imagen de la entidad. Además, representó al club en la gira por Estados Unidos del equipo en el verano de 2023 y formó parte de la comitiva en el encuentro de la Liga de Campeones 2023-24 entre el Sevilla y el Arsenal disputado en el estadio Sánchez Pizjuán, un partido con mucho significado para él al haber jugado en ambos clubes. 

## Comentarista televisivo
Lauren es una voz autorizada en las retransmisiones deportivas. Es comentarista de Viva La Liga, el canal que emite en inglés todos los partidos de la jornada del campeonato español, y también ha sido uno de los analistas en Gol TV en los partidos claves del Arsenal, como la final de la Liga Europa contra el Chelsea. Al mismo tiempo, ha colaborado con medios de primer nivel como Sky Sports, donde participó en Revista de la Liga con Guillem Balagué, o BBC Sports, entre otros. También formó parte de los equipos de transmisión de la Copa África 2012 y 2017 en ITV y Eurosport, respectivamente.

## Experto técnico de la FIFA
En 2021, Lauren fue designado como nuevo experto técnico de la FIFA para el desarrollo del talento. Su labor se centra en incrementar el nivel competitivo a nivel mundial del continente africano, gracias a la amplia experiencia adquirida durante su carrera, y que le ha permitido ser uno de los iconos y leyendas tanto del Arsenal como de la selección de Camerún. Desde su llegada, Lauren tuvo el propósito de contribuir a maximizar el potencial futbolístico del continente africano y convertirse en un puente de unión entre Europa y África.

## Participaciones en Copas del Mundo
| Mundial                        | Sede                  | Resultado    |
| ------------------------------ | --------------------- | ------------ |
| Copa Mundial de Fútbol de 1998 | Francia               | Primera fase |
| Copa Mundial de Fútbol de 2002 | Corea del Sur – Japón | Primera fase |

## Clubes
| Club                       | País       | Año       |
| -------------------------- | ---------- | --------- |
| CD Montequinto             | España     | 1993-1995 |
| CD Utrera                  | España     | 1995-1996 |
| Sevilla FC                 | España     | 1996-1996 |
| C.D. San Fernando (cedido) | España     | 1996-1996 |
| Levante UD                 | España     | 1997-1998 |
| Real Mallorca              | España     | 1998-2000 |
| Arsenal FC                 | Inglaterra | 2000-2007 |
| Portsmouth FC              | Inglaterra | 2007-2009 |
| Córdoba CF                 | España     | 2010      |

## Palmarés

### Campeonatos nacionales
| Título              | Club          | País       | Año  |
| ------------------- | ------------- | ---------- | ---- |
| Supercopa de España | Real Mallorca | España     | 1998 |
| FA Premier League   | Arsenal FC    | Inglaterra | 2002 |
| Copa FA             | Arsenal FC    | Inglaterra | 2002 |
| Copa FA             | Arsenal FC    | Inglaterra | 2003 |
| FA Premier League   | Arsenal FC    | Inglaterra | 2004 |
| Copa FA             | Arsenal FC    | Inglaterra | 2005 |
| Copa FA             | Portsmouth FC | Inglaterra | 2008 |

### Copas internacionales
| Título                    | Equipo (*) | País            | Año  |
| ------------------------- | ---------- | --------------- | ---- |
| Copa Africana de Naciones | Camerún    | Ghana y Nigeria | 2000 |
| Juegos Olímpicos          | Camerún    | Australia       | 2000 |
| Copa Africana de Naciones | Camerún    | Mali            | 2002 |

(*) Incluyendo la selección